# Поднебесная
Поднебе́сная (кит. упр. 天下, палл. тянься) — китайский термин, который использовался для обозначения всего мира, а позднее территории, на которую распространялась власть китайского императора.

## Описание
Со времён Дун Чжуншу император рассматривался в конфуцианской идеологии как представитель неба на Земле. Согласно конфуцианскому мировоззрению, подвластной ему территорией представлялся весь поднебесный мир. Главное святилище императорской столицы называлось храмом Неба.
Согласно таким представлениям, центром мира является двор китайского императора, которого последовательно окружают концентрические круги: высшие чиновники, низшие чиновники, рядовые граждане и, наконец, вассальные царства и «варвары». Классическая китайская политическая мысль утверждала, что китайский император является правителем всего мира, а все известные иностранные царства являются лишь его вассалами. В классической китайской философии термин «Поднебесная» используется как синоним цивилизации и порядка в китайском понимании и обозначает место китайского народа в мире.
Пример, во фразе «под небом всё в порядке», которая появилась раньше, чем китайцы начали чётко понимать, что они всего лишь часть мира, поэтому изначально это сочетание просто значило «земля, мир», а не именно Китай.
Сходные представления о местном монархе как о властителе «всего, что под небом» бытовали в Японии, а также на протяжении некоторых периодов истории в Корее и Вьетнаме, поскольку близость сильных китайских государств позволяла эпизодически контролировать эти страны, утверждая по крайней мере символическое главенство китайских императоров.
В настоящее время этот термин употребляется в Китае в значении «весь мир», но в России им обозначают именно Китай.

## Развитие термина
Термин впервые появляется при династии Шан, однако приобретает законченную форму только при династии Чжоу. В документах этого времени начинают встречаться выражения «Четыре Четверти», и «Десять Тысяч Царств», обозначающие как территорию, контролируемую династией, так и земли не-китайских «варваров».
По утверждению профессора Ю. Пинеса, термин «тянься» в эп. Западная Чжоу мог иногда обозначать только центральную часть империи, находящуюся непосредственно под управлением вана.
В последующие периоды Чуньцю («вёсны и осени») и Чжаньго («Период Сражающихся царств») термин получает дальнейшее развитие, и появляется в классических трактатах Цзо чжуань и Го юй.